# Чемпионат мира по League of Legends
Чемпионат мира по League of Legends (англ. League of Legends World Championship), также именуется как Worlds — соревнование между сильнейшими командами профессиональных лиг по компьютерной игре League of Legends, проводимое компанией Riot Games с 2011 года. Турнир проводится ежегодно, как правило, осенью (сентябрь — октябрь), после окончания летнего сплита, исключением является лишь Season 1 Championship, который состоялся летом 2011 года.
В сезонах 2011 и 2012 чемпионат мира состоял из региональных квалификаций, групповой стадии и плей-офф. В розыгрыше чемпионата сезона 2013 победители профессиональных лиг в Европе, Северной Америке и Южной Корее впервые получили квоты в групповую стадию, тогда же был добавлен отборочный турнир для победителей турниров в странах/регионах где только недавно были открыты сервера League of Legends (т. н. «International Wildcard»). В сезоне 2017 отборочный турнир был заменён предварительной стадией основного этапа чемпионата.
Аудитория 1-го чемпионата мира в интернете составила 100 тысяч человек. Прямую трансляцию Season 2 World Championship смотрели 1,6 миллиона зрителей, пиковое значение аудитории финальных матчей при этом составило 210 000 зрителей. Гранд-финал чемпионата мира в 2014 году посмотрели 27 млн человек, с пиком в 11 млн одновременных зрителей.. Зрительская аудитория гранд-финала турнира в сезоне 2016 составила 43 миллиона человек (14,7 миллионов одновременно, что больше по сравнению с аналогичной стадией турнира в 2015 году), суммарное количество зрителей за весь турнир составило 396 миллионов человек.
Призовой фонд первого розыгрыша турнира составил 100 тысяч долларов США, из них половина ($ 50,000) досталась победителю — команде «Fnatic». Общий призовой фонд Чемпионата мира по League of Legends 2016 составил $5,07 млн.
Гимном чемпионата мира в 2014 году стала песня «Warriors» американской группы Imagine Dragons, которая также была исполнена на церемонии открытия гранд-финала турнира. Официальной музыкальной темой чемпионата в 2015 году стала композиция «Worlds Collide» в исполнении Ники Тейлор. Официальным гимном чемпионата мира по League of Legends 2016 года стала композиция «Ignite» от немецкого музыканта Zedd, на которую также был выпущен видеоклип.

## Структура турнира

### Квалификация

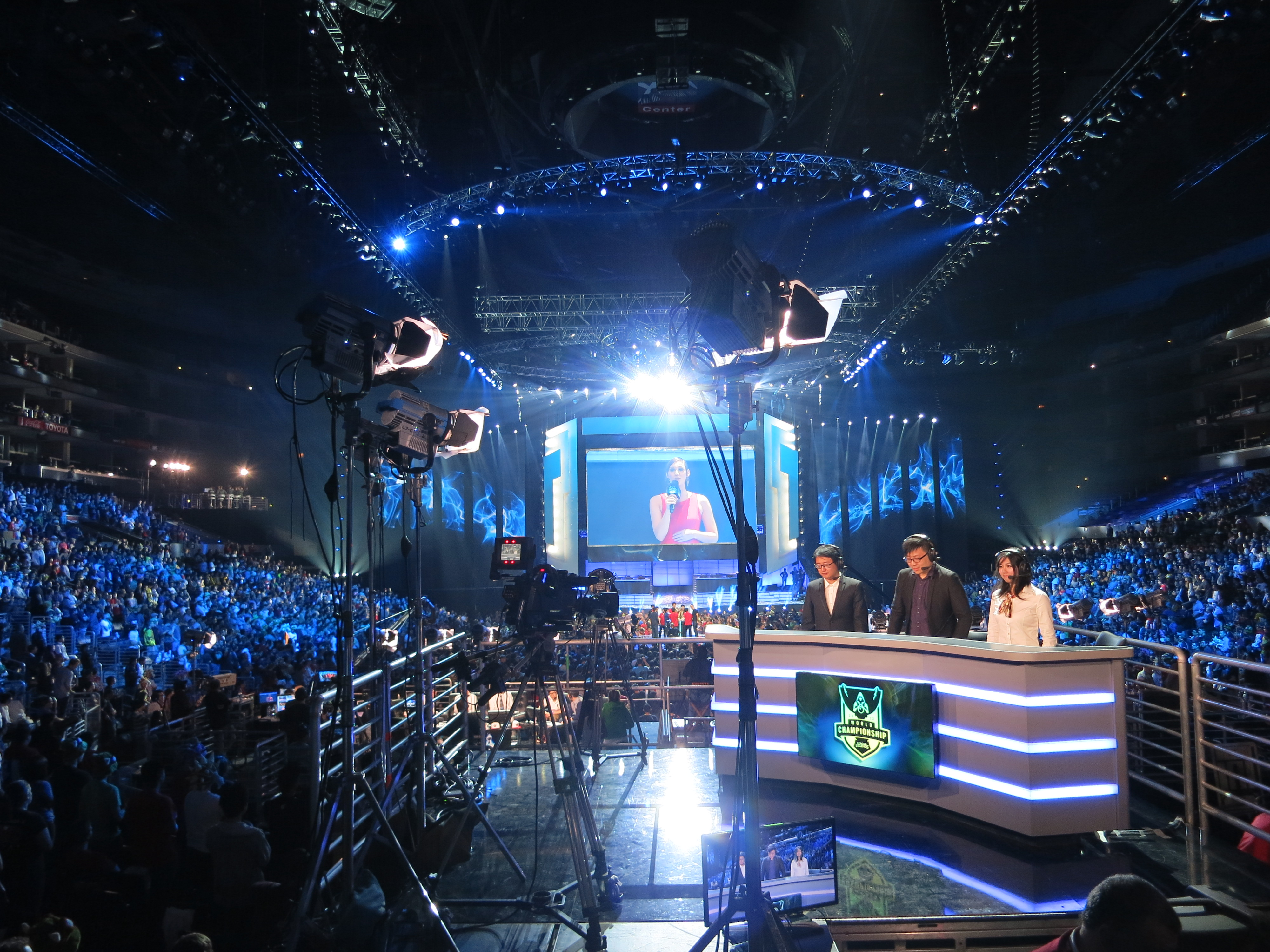
Гранд-финал Worlds дважды проходил в Стэйплс-центре (2013, 2016)

На Season 1 Championship и Season 2 World Championship команды попадали через квалификации, проводящиеся по регионам в формате плей-офф. В чемпионате мира третьего сезона впервые принимали участие лидеры недавно основанных европейского и североамериканского LCS, прямую путёвку на турнир получили команды из корейской лиги OGN Champions. В том же 2013 году коллективы из частей света с ещё несформированной профессиональной сценой League of Legends получили возможность сыграть на Season 3 World Championship, выиграв турнир International Wildcard Tournament 2013. На Чемпионат мира по League of Legends 2014 пять региональных соревнований International Wildcard разыгрывали 2 квоты, ещё 14 были распределены между Champions Korea, Еuropean Championship Series, LoL Pro League, North American Championship Series и Garena Premier League. В сезоне 2015 тайваньская Nova League вышла из состава Garena Premier League, получив все квоты последней на Worlds 2015, в том же сезоне посев команд из каждой лиги на турнир стал базироваться на рейтинге Championship Points. Начиная с сезона 2016 результаты команд на турнире Mid-Season Invitational оказывают влияние на посев команд в групповую стадию Чемпионата мира, а коллектив из неосновной лиги получает возможность попасть на турнир минуя отбор. В сезоне 2017 отборочные для команд из развивающихся лиг отменены, ввиду чего количество команд на чемпионате мира увеличится с 16 до 24, групповой стадии при этом будет предшествовать предварительная.
На Чемпионате мира по League of Legends 2017 распределение команд по этапам будет следующее:
- 12 команд начинают турнир с предварительной стадии, 4 из них проходят в групповую стадию
- 12 команд начинают турнир с групповой стадии стадии

### Основной этап
По итогам жеребьёвки команды делятся на 4 группы по 4 команды в каждой, при этом в одной группе не может находиться больше чем одной команды из каждой лиги, не более одной команды из первой и третьей корзин, по две из второй корзины. По итогам групповой стадии в плей-офф выходят первые две команды. Далее следует жеребьёвка в 1/4 финала турнира.

## Победители и призёры
| Год              | Место проведения                        | Финалисты        | Финалисты | Финалисты             | Полуфиналисты               | Полуфиналисты       |
| Год              | Место проведения                        | Победитель       | Счет      | 2 место               | Полуфиналисты               | Полуфиналисты       |
| ---------------- | --------------------------------------- | ---------------- | --------- | --------------------- | --------------------------- | ------------------- |
| 2011 Подробности | Швеция                                  | Fnatic           | 2:1       | against All authority | Team SoloMid (3-е)          | Team SoloMid (3-е)  |
| 2012 Подробности | США                                     | Taipei Assassins | 3:1       | Azubu Frost           | Counter Logic Gaming Europe | Moscow Five         |
| 2013 Подробности | США                                     | SK Telecom T1    | 3:0       | Royal Club            | Fnatic                      | NaJin Black Sword   |
| 2014 Подробности | Тайвань Сингапур Южная Корея            | Samsung White    | 3:1       | Royal Club            | Oh My God                   | Samsung Blue        |
| 2015 Подробности | Франция Великобритания Бельгия Германия | SK Telecom T1    | 3:1       | KOO Tigers            | Fnatic                      | Origen              |
| 2016 Подробности | США                                     | SK Telecom T1    | 3:2       | Samsung Galaxy        | ROX Tigers                  | H2k-Gaming          |
| 2017 Подробности | Китай                                   | Samsung Galaxy   | 3:0       | SK Telecom T1         | Team WE                     | Royal Never Give Up |
| 2018 Подробности | Южная Корея                             | Invictus Gaming  | 3:0       | Fnatic                | G2 Esports                  | Cloud9              |
| 2019 Подробности | Германия Испания Франция                | FunPlus Phoenix  | 3:0       | G2 Esports            | Invictus Gaming             | SK Telecom T1       |
| 2020 Подробности | Китай                                   | DAMWON Gaming    | 3:1       | Suning                | Top Esports                 | G2 Esports          |
| 2021 Подробности | Исландия                                | Edward Gaming    | 3:2       | DWG KIA               | T1                          | Gen.G               |
| 2022 Подробности | Мексика США                             | DRX              | 3:2       | T1                    | JD Gaming                   | Gen.G               |
| 2023 Подробности | Южная Корея                             | T1               | 3:0       | Weibo Gaming          | Bilibili Gaming             | JD Gaming           |
| 2024 Подробности | Германия Франция Англия                 | T1               | 3:2       | Bilibili Gaming       | Weibo Gaming                | Gen.G               |